# يومي هارا
يومي هارا (原由実 هارا يومي) هي مؤدية أصوات يابانية ولدت في 21 يناير 1985 في محافظة أوساكا.

## أدوارها في الأنمي

### مسلسلات أنمي تلفزيونية
- ترينيتي سفن - ليليث أسامي
- فتاة الغسق x فقدان الذاكرة - يوكو كانوي
- لوغ هورايزون - مارييل
- إنفينيت ستراتوس - كاغورا شيجوين
- آيدولماستر - تاكاني شيجو
- أوفرلورد - آلبيدو
- أوفرلورد II - آلبيدو
- أوفرلورد III - آلبيدو
- روكيوبو! SS - أيا مياكوؤجي
- حماس كرة القدم - آنسة موتشيزوكي
- كايتو جوكر - آي
- آن هابي - آنسة كودايرا
- كيوس;تشايلد - يوي تاتشيبانا
- طاغية الحب - شيكيمي شيراميني
- موقع الفتيات الساحرات - كوسامي أماغاي
- تيلز أوف زيستيريا ذا كروس - ميوز
- بيتليس - ماريي
- سينران كاغورا شينوفي ماستر: يوما طوكيو - يومي (أكاديمية غيسّين)
- قسم تصميم الخلق - أويدا
- أساطير في قادم الزمان - زرقاء اليمامة

### أفلام أنمي
- آيدولماستر موفي: إلى الجانب البرّاق - تاكاني شيجو
- سترايك ويتشز - ألكساندرا إيوانوفا بوكريشكين
- فيلم ترينيتي سفن: «إترنيتي لايبراري» و «ألكيميك غيرل» - ليليث أسامي
- فيلم ترينيتي سفن: «هيفنز لايبراري» و «كريمزون لورد» - ليليث أسامي
- سلسلة أفلام إينيشال دي الجديدة
  - فيلم إينيشال دي الجديد Legend2: حلم اليقظة - ماكو ساتو

## أدوارها في ألعاب الفيديو
- آيدولماستر 2 - تاكاني شيجو
- آيدولماستر شايني فيستا - تاكاني شيجو
- آيدولماستر سندريلا جيرلز - تاكاني شيجو
- آيدولماستر ميليون لايف! - تاكاني شيجو
- آيدولماستر ون فور أول - تاكاني شيجو
- تيكن 7 - كازومي ميشيما
- تيلز أوف زيستيريا - ميوز
- سلسلة ألعاب سينران كاغورا
  - سينران كاغورا: شينوفي فيرسيس - يومي (أكاديمية غيسّين)
  - سينران كاغورا: بون أبيتي! - يومي (أكاديمية غيسّين)
  - سينران كاغورا: إستيفال فيرسيس - يومي (أكاديمية غيسّين)
  - سينران كاغورا: بيتش بيتش سبلاش - يومي (أكاديمية غيسّين)
  - سينران كاغورا: بيتش بول - يومي (أكاديمية غيسّين)

## وصلات خارجية
- يومي هارا على موقع IMDb (الإنجليزية)
- يومي هارا على موقع ميوزك برينز (الإنجليزية)
- يومي هارا على موقع أول ميوزيك (الإنجليزية)
- يومي هارا على موقع ديسكوغز (الإنجليزية)
- يومي هارا على موقع قاعدة بيانات الفيلم (الإنجليزية)
- يومي هارا على موقع ANN person (الإنجليزية)